# Delgocytynib
Delgocytynib – organiczny związek chemiczny, lek przeznaczony do leczenia chorób autoimmunologicznych i alergicznych, także zapalenia skóry. Delgocytynib został opracowany przez firmę Japan Tobacco i zatwierdzony w Japonii do leczenia atopowego zapalenia skóry. W Stanach Zjednoczonych delgocytynib znajduje się w III fazie badań klinicznych, a Agencja ds. Żywności i Leków zatwierdziła delgocytynib w procedurze Fast Track do miejscowego leczenia przewlekłego wyprysku rąk o nasileniu umiarkowanym do ciężkiego.
Delgocytynib działa poprzez blokowanie aktywacji szlaku sygnałowego JAK-STAT, który bierze udział w patogenezie przewlekłych zapalnych chorób skóry.
Delgocytynib jest stosowany zewnętrznie na skórę w postaci 0,25% lub 0,5% maści.